# Kościół Matki Boskiej Różańcowej w Białej
Kościół Matki Boskiej Różańcowej w Białej – rzymskokatolicki kościół filialny (parafia św. Stanisława Biskupa w Rosku), zlokalizowany w Białej (gmina Wieleń).

## Historia i architektura
Obiekt pochodzi z lat 1928-1932. Jest murowany, otynkowany, ze szczytami o falistym wykroju, nawiązującymi do architektury baroku. W głównym ołtarzu umieszczony jest obraz Matki Boskiej Patronki Puszczy Noteckiej. W prawym ołtarzu krucyfiks z 1928. W lewym ołtarzu obraz św. Huberta (patrona myśliwych i leśników) z porożem jelenia (czternastaka). Poświęcono go 6 października 2002. Prawdopodobnie jest to jedyny taki ołtarz w archidiecezji poznańskiej.

## Tablice pamiątkowe
W ścianę z wejściem wmurowano dwie tablice pamiątkowe o treści (pisownia oryginalna):
- Niech będzie uwielbiony Bóg i Matka Najświętsza za cudowne ocalenie naszych wiosek w czasie pożaru Puszczy Noteckiej. 10 sierpnia 1992r.,
- W Białej nad jeziorem spędzał urlop Kardynał Wojtyłła w lipcu 1977r. (Kalendarium, str.757). W kwietniu 1988 Ojciec Św. przysłał błogosławieństwo dla mieszkańców Białej. W X rocznicę pontyfikatu[3].

Obok kościoła kaplica pogrzebowa (murowana) i drewniana dzwonnica, a także cmentarz. Przy świątyni kamień pamiątkowy Pro memoria ku czci ks. kanonika Edmunda Klemczaka (28.7.1919-18.2.2013) ustawiony w pierwszą rocznicę śmierci (2014). 

## Galeria

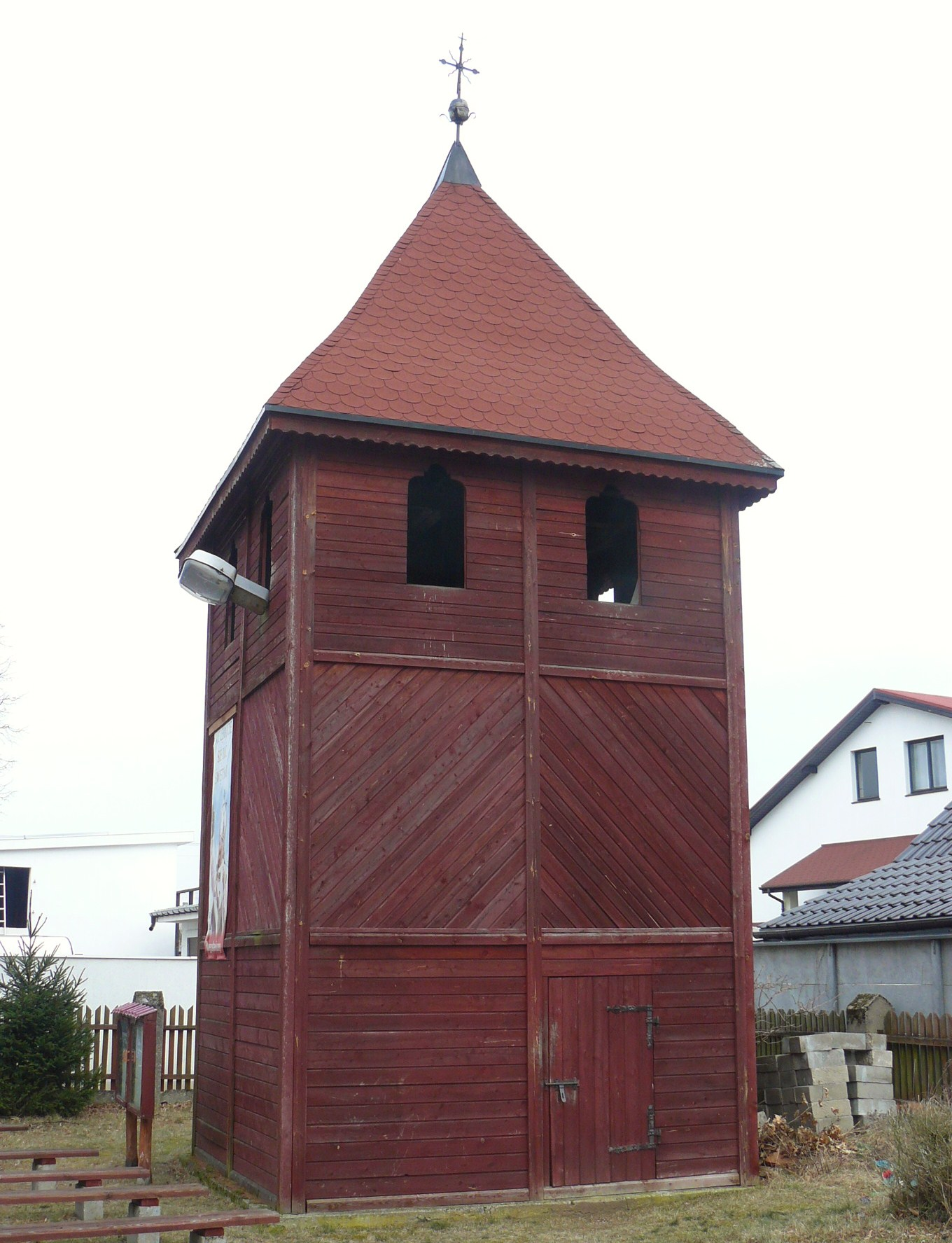
Drewniana dzwonnica
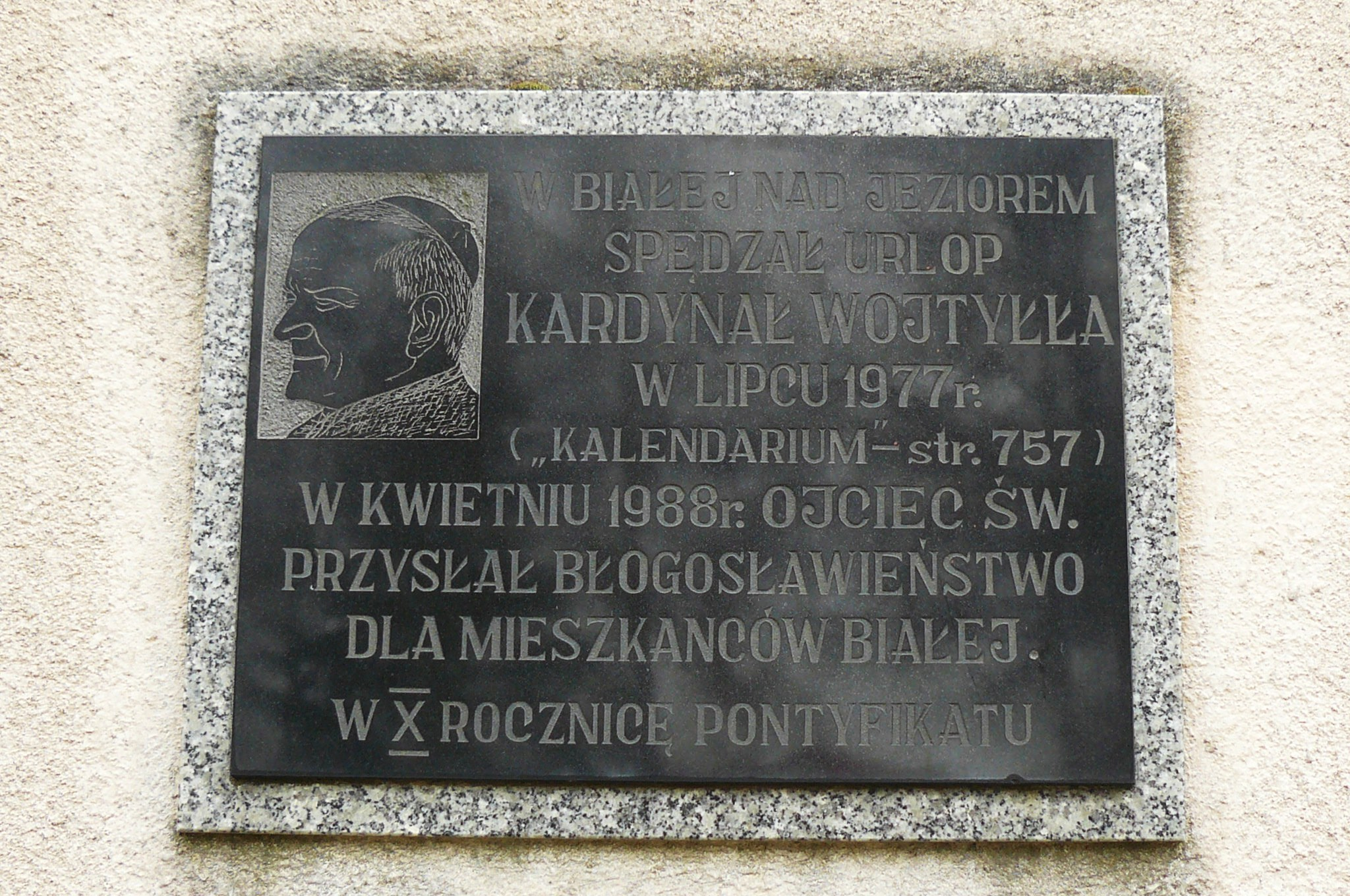
Tablica papieska
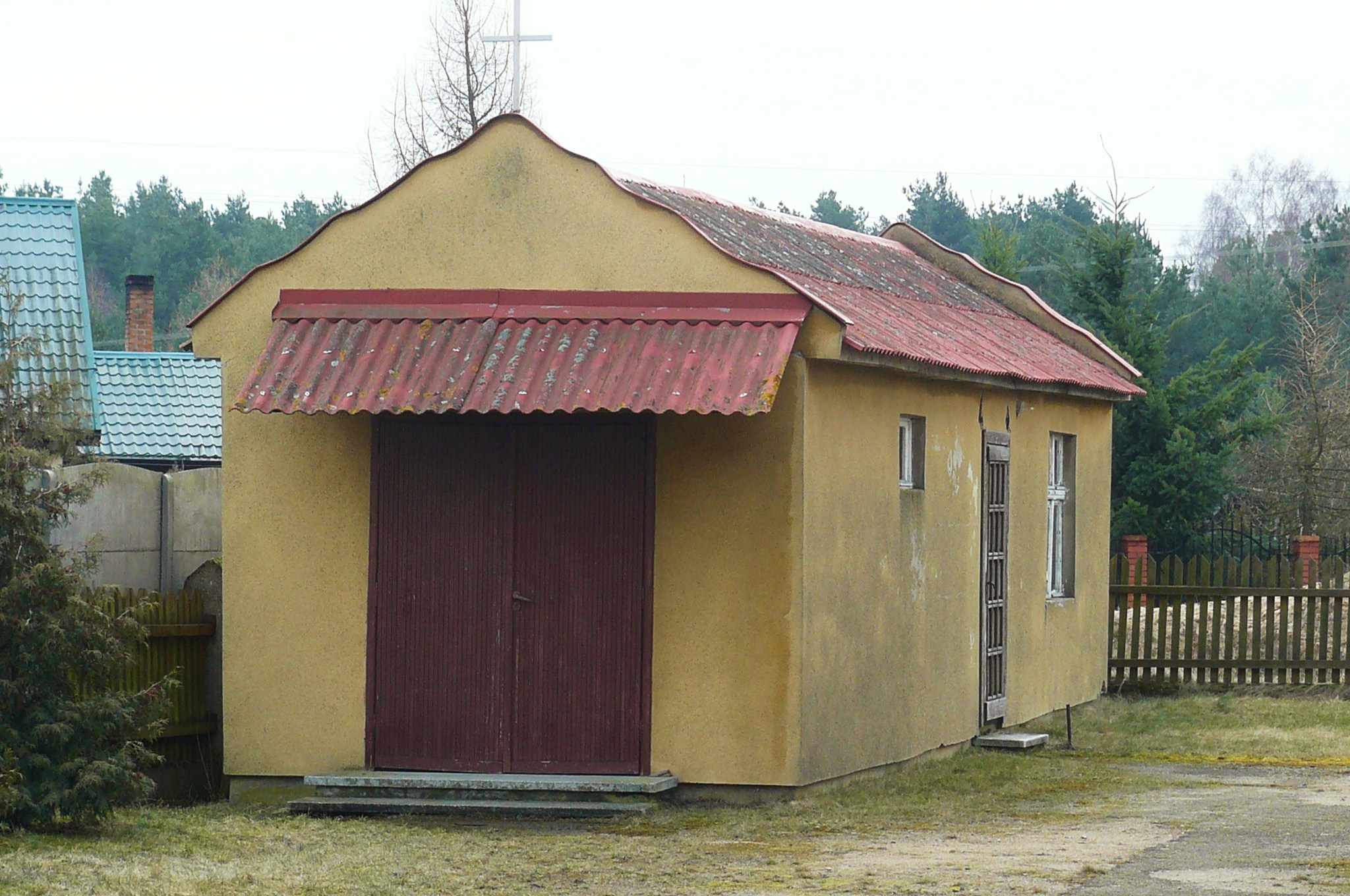
Kaplica pogrzebowa